# Tobel-Tägerschen
Tobel-Tägerschen es una comuna suiza del cantón de Turgovia, ubicada en el distrito de Münchwilen. Limita al norte con la comuna de Affeltrangen, al este con Braunau, al sur con Bronschhofen (SG) y Bettwiesen, y al sur con Lommis.

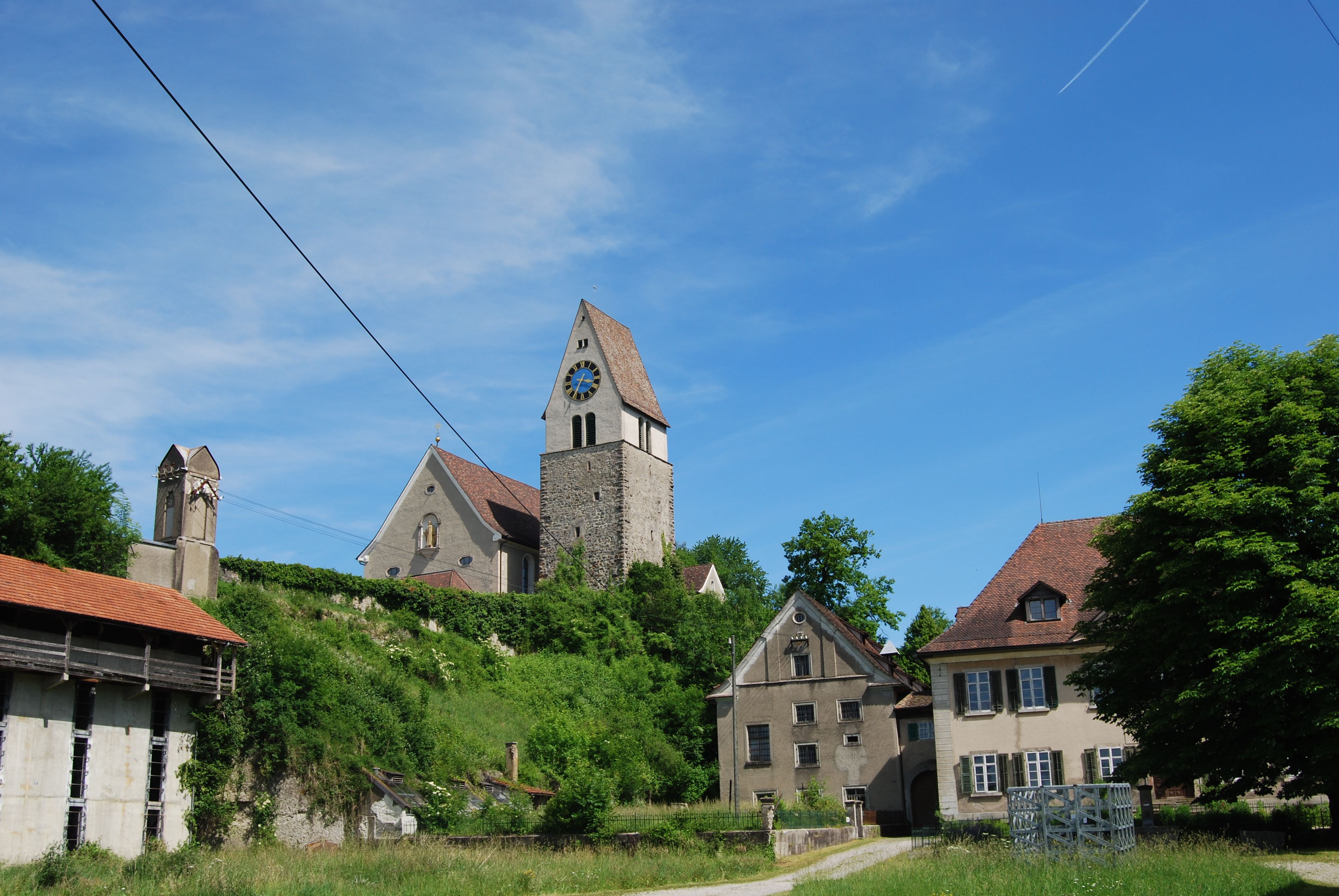
Hospital de Tobel

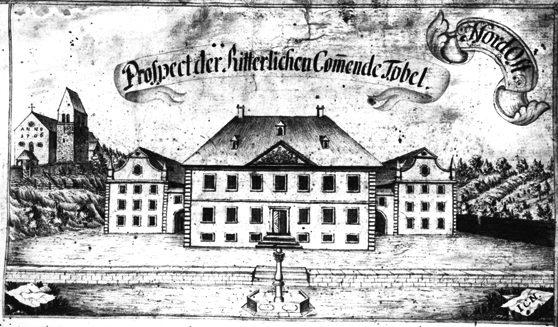
Grabado del hospital de Tobel, 1747.